# Donje Vlase
Donje Vlase (em cirílico: Доње Власе) é uma vila da Sérvia localizada no município de Palilula, pertencente ao distrito de Nišava, na região de Ponišavlje. A sua população era de 251 habitantes segundo o censo de 2011.

## Demografia
| 1948 | 1953 | 1961 | 1971 | 1981 | 1991 | 2002 | 2011 |
| ---- | ---- | ---- | ---- | ---- | ---- | ---- | ---- |
| 580  | 624  | 533  | 387  | 239  | 182  | 152  | 251  |